# Шабат, Шломи
Шло́ми Шаба́т (ивр. שלומי שבת‎; род. 30 августа 1954, Йехуд, Израиль) — израильский вокалист и музыкант. Поёт на иврите, турецком и испанском языках. Один из судей первого сезона передачи «Голос Израиля» на израильском телевидении.

## Биография
Шломи Шабат родился в Йехуде, Израиль, в семье турецко-еврейского происхождения, иммигрировавшей из Турции. Его младшая сестра — певица Лея Шабат. Его брат Моше Шабат был футболистом команды «Хапоэль Йехуд».
Шломи Шабат учился в средней школе «Макиф Йехуд», но не доучился. Затем он служил в ЦАХАЛе водителем машины скорой помощи в медицинском корпусе. После окончания военной службы он начал карьеру певца в клубах Нью-Йорка. Несмотря на успех в США, его первый альбом «From the Darkness I Returned», выпущенный в магазинах в 1986 году, оказался серьёзным провалом.
В конце 1990 года он впервые принял участие в фестивале с песней «Спасибо сальсе» (слова: Эхуд Манор, композиция и аранжировка: Йорам Цадок), занявшей второе место.
Среди его компакт-дисков «Друзья» и «Шломи Шабат в Кесарии», где он поёт с другими израильскими артистами, в том числе со своей сестрой Леей Шабат, Шири Маймон и Лиором Наркисом.
В 2002 году он был номинирован на премию Тамуз как лучший артист Израиля мужского пола вместе с Давидом Д’Ором, Аркадием Духиным, Ювалем Габаем и Йехудой Поликером.
В 2006 году Шломи Шабат выпустил компакт-диск с дуэтами под названием «Друзья 2». Это был его девятый сольный альбом, выполненный в том же стиле, что и первый альбом дуэтов «Друзья» 2001 года.
Шломи Шабат спел дуэтом с Дэвидом Д’Ором на компакт-диске Д’Ора «Как ветер», который был выпущен 27 марта 2006 года.
В июне 2010 года вышел 12-й альбом Шаббата «Ше-тидъи». В альбом вошел хит «Ше-тидъи» (слова: Эйнат Холландер, музыка: Равив Бен-Менахем), ставший самой популярной песней на радио в 2010 году по данным Израильского общества композиторов, авторов и издателей. В течение месяца альбом достиг статуса золотого альбома с тиражом более 30 000 копий. Позже альбому был присвоен статус платинового при продажах более 40 000 копий. Летом того же года в рамках борьбы за освобождение пленного солдата Гилада Шалита композитор (совместно с Цвикой Пиком) исполнил песню «Вернись домой, приди, Гилад».

## Телевизионная карьера
Шломи Шабат был одним из судей первого сезона передачи «Голос Израиля» на израильском телевидении.

## Дискография

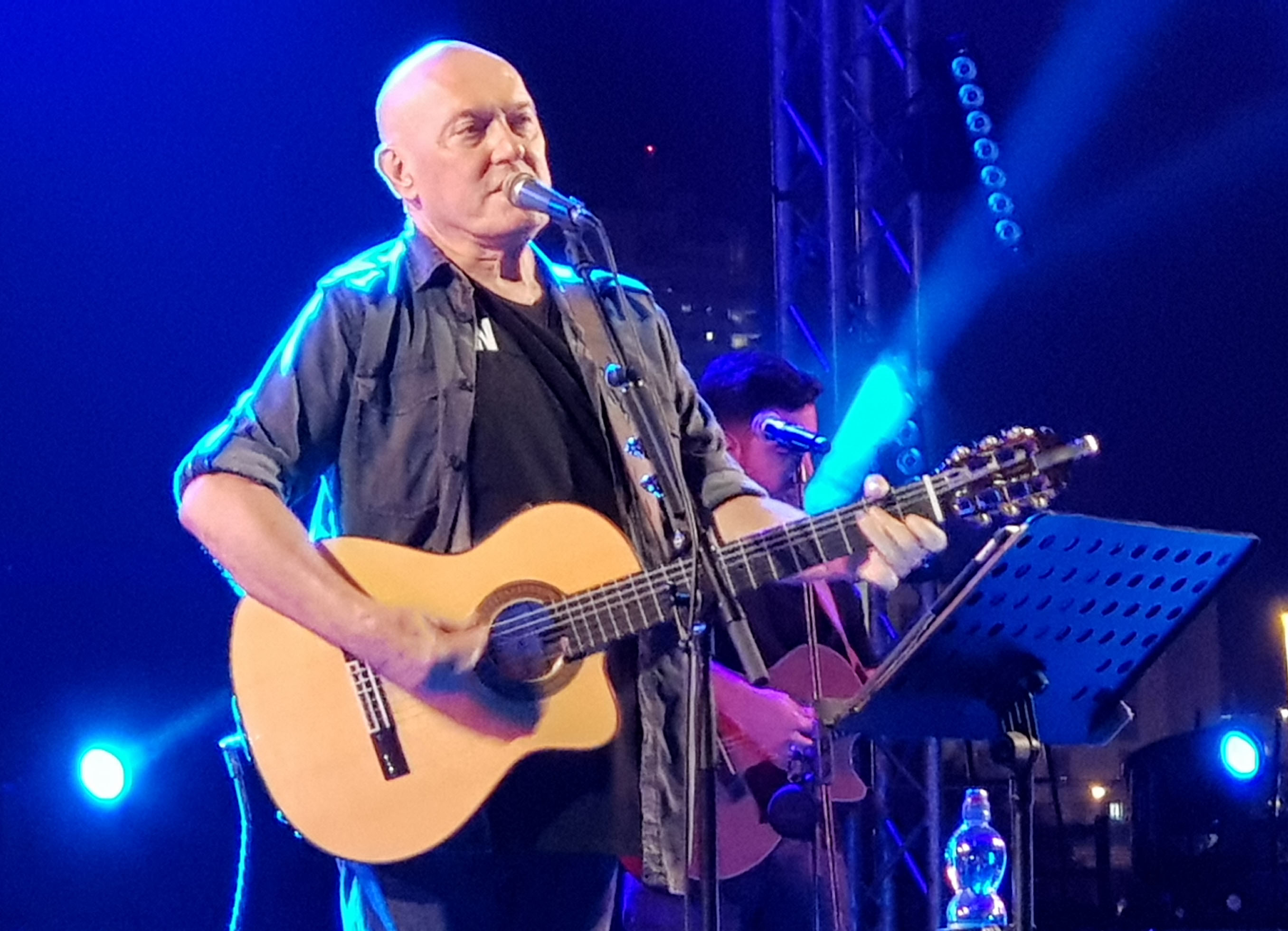
Шломи Шабат, 2018

- «Я вернулся из темноты» — 1987 — מן החושך חזרתי;
- «Из-за ветра» — 1989 — בגלל הרוח;
- «Не заходи слишком далеко» — 1991 — אל תלכי רחוק מדי;
- «Час вместе» — 1993 — שעה אחת ביחד;
- «Шломи Шабат» — 1998 — שלומי שבת;
- «Друзья» — 2001 — חברים;
- «Золотые хиты» — 2001 — להיטי זהב;
- «Время любви» — 2003 — זמן אהבה;
- «Шломи Шабат в Кесарии» — 2005 — המופע המשותף בקיסריה
- «Друзья 2» — 2006 — חברים 2[6].